# 第二次ミトリダテス戦争
第二次ミトリダテス戦争（だいにじミトリダテスせんそう）は、ポントス王国とローマ共和国の間に、紀元前83年から紀元前81年に起きた戦争である。3度にわたるミトリダテス戦争の2番目にあたる。前回の戦争の条約の履行をめぐる交戦だったが、全面戦争に至らず終結した。

## 開戦まで
第一次ミトリダテス戦争でポントス王ミトリダテス6世は緒戦で優勢を得たものの、ルキウス・コルネリウス・スッラの指揮するローマ軍に敗れ、戦前の領土に復帰する条件で和約を結んだ。講和後、スッラはローマへ引き上げ、ルキウス・リキニウス・ムレナに2個軍団を残していった。
しかし、この時ミトリダテス6世は返還を約したカッパドキアの一部をなお占領下においており、ローマが後押しするアリオバルザネス1世は復位できずにいた。一方、ムレナは戦勝の栄光を欲して、ミトリダテス6世との戦争を望んでいた。

## 戦争の経過
紀元前83年、ムレナはローマ軍を率いてカッパドキアを占領し、さらに進んでポントス領を攻撃した。ミトリダテス6世は抗議の使者をローマの元老院に送った。元老院はムレナに制止を命じたが、ムレナは無視して攻撃を続行した。
この時まで抗戦を控えていたミトリダテス6世は、迎撃のため出陣した。紀元前82年にミトリダテス6世はムレナと会戦し、これを破った。ローマ軍はカッパドキアから退いた。

## 講和
スッラはアウルス・ガビニウスを使者として派遣し、ムレナに戦争をやめさせると共に、アリオバルザネス1世復位の実行をミトリダテス6世に求めた。交渉の結果、ミトリダテス6世は4歳の娘をアリオバルザネス1世に嫁がせ、代わりにカッパドキアの一部を得ることになった。かくして開戦から3年目に戦争は終わった。